# 圣曼西奥新镇
圣曼西奥新镇，是西班牙卡斯蒂利亚-莱昂巴利亚多利德省的一个市镇。总面积15平方公里，2001年普查人口總數為119人，人口密度為每平方公里8人。